# 格朗德维莱尔奥布瓦
格朗德维莱尔奥布瓦（法語：Grandvillers-aux-Bois）是法国瓦兹省的一个市镇，属于克莱蒙区（Clermont）绍塞埃地区圣瑞斯县（Saint-Just-en-Chaussée）。该市镇总面积6.63平方公里，2009年时的人口为308人。

## 人口
格朗德维莱尔奥布瓦人口变化图示